# Taxe spéciale d'équipement du département de la Savoie
Lire en ligne

Lire sur Légifrance

La taxe spéciale d'équipement du département de la Savoie (TSEDS) est une taxe française mise en place pour aider au financement des infrastructures routières nécessaires pour les Jeux olympiques d'hiver de 1992 à Albertville en Savoie. Cette fiscalité locale temporaire est en place pendant vingt-cinq ans, entre 1987 et 2012.

## Historique
Les Jeux d'Albertville sont l'occasion de moderniser un territoire grâce à l'injection de capitaux provenant tant des collectivités locales (communes, département, région) que de l'État. Tout d'abord, la question primordiale est l'accessibilité aux différents sites olympiques qui s'égrainent dans la vallée de la Tarentaise. La RN 90, qui mène d'Albertville à Moûtiers, puis aux différentes stations d'altitude, est saturée en temps normal lors des week-ends de départs de vacances. Les Jeux vont être l'occasion de repenser cette circulation dès la combe de Savoie, en aval d'Albertville, ainsi que sur la RN 90. Les collectivités et l'État vont faire construire une autoroute à péage, l'A430, d'une longueur de 15 km, dans le prolongement de l'A43 (axe Lyon-Italie). Après Albertville, elle trouve son prolongement avec la RN 90, dont on réalise un aménagement en 2×2 voies, pour plus de 125 millions de francs. Des investissements sont aussi faits afin de rénover les différentes routes menant aux sites olympiques. Ces différentes améliorations permettent désormais d'accueillir 30 000 véhicules par jour au lieu de 18 000. La région réalise aussi la mise en gabarit de la RN 212 entre Albertville et Ugine pour un coût de 40 millions de francs. Selon Les Échos, les Jeux olympiques d'Albertville ont nécessité 800 millions d'euros d'investissements routiers.
La taxe spéciale d'équipement (TSE) de la Savoie est instituée par la loi de finances rectificative de 1986. Codifiée à l'article 1599-0 B du Code général des impôts, la taxe sert à financer les infrastructures routières nécessaires à l'organisation des Jeux olympiques d'Albertville. 
Lors de la réforme de la fiscalité d'urbanisme par la 4e loi de finances rectificative de 2010, cette taxe exceptionnelle est supprimée à compter du 1er mars 2012, avec cinq autres taxes d'urbanisme et huit participations d'urbanisme, pour être remplacée par la taxe d'aménagement.

## Caractéristiques

### Bénéficiaire
Le produit de la taxe revenait au Conseil général de la Savoie. Il était inscrit dans un compte spécial intitulé « Aménagements d'infrastructures routières nécessaires à l'organisation des jeux Olympiques ». 

### Redevables
La taxe spéciale d'équipement portait sur les constructions de toute nature (construction, reconstruction et agrandissement de bâtiments) réalisées en Savoie. Le conseil général pouvait exonérer certains bâtiments. La taxe s'appliquait essentiellement aux boutiques, hôtels et restaurants.

### Produit
Le produit de la taxe était de 2,37 millions de francs en 1987 et de 3,8 millions d'euros en 2011. En 2008, la taxe a frappé 805 constructions réparties sur 31 communes, pour un produit total de 3,486 millions d'euros.
| Année | Produit (M€) | Source |
| ----- | ------------ | ------ |
| 1998  | 3,3          | [ 10 ] |
| 1999  | 1,3          | [ 10 ] |
| 2000  | 2,0          | [ 10 ] |
| 2001  | 2,2          | [ 10 ] |
| 2002  | 1,2          | [ 10 ] |
| 2003  | 3,0          | [ 10 ] |
| 2004  | 3,1          | [ 10 ] |
| 2005  | 3,7          | [ 10 ] |
| 2006  | 3,6          | [ 10 ] |
| 2007  | 4,5          | [ 10 ] |
| 2008  | 3,5          | [ 7 ]  |
| 2009  |              |        |
| 2010  |              |        |
| 2011  | 3,8          | [ 9 ]  |